# Roy Aitken
Robert "Roy" Sime Aitken (24 de noviembre de 1958) es un exfutbolista escocés.

## Biografía
Fue capitán del Celtic de Glasgow en la dórada década de 1980. Centrocampista defensivo, "Big Roy" jugó posteriormente con el Newcastle, el Aston Villa y, al final de su carrera, con el Aberdeen.
De 1975 a 1990, Aitken jugó 483 partidos de liga y marcó 40 goles. En el Aberdeen, este jugador pelirrojo también ejerció de director técnico, aunque los éxitos no le acompañaron. Más tarde formó parte del equipo técnico del Leeds United y fue entrenador del Aston Villa. Aitken llegó a jugar 57 partidos con la selección escocesa, a la que ayudó a clasificar para los mundiales de 1986 y 1990; con los "Bravehearts", no obstante, nunca logró escapar del tradicional destino reservado a Escocia en los campeonatos. Así, en México un insuficiente 0-0 contra Uruguay sellaron la prematura eliminación de Aitken y sus compañeros; en Italia 1990, en cambio, Escocia recuperó la esperanza de clasificarse tras la victoria tras la victoria contra Suecia, pero la inicial derrota contra Costa Rica y la ya esperada contra Brasil se tradujo en una nueva decepción.

## Trayectoria

### Jugador
| Club             | País       | Año         |
| ---------------- | ---------- | ----------- |
| Celtic FC        | Escocia    | 1976 - 1990 |
| Newcastle United | Inglaterra | 1990 - 1991 |
| Saint Mirren FC  | Escocia    | 1991 - 1992 |
| Aberdeen FC      | Escocia    | 1992 - 1995 |

### Entrenador
| Club        | País    | Año         |
| ----------- | ------- | ----------- |
| Aberdeen FC | Escocia | 1995 - 1997 |

- Datos: Q713494
- Multimedia: Roy Aitken / Q713494